# Prologue (MONONOKEのアルバム)
『Prologue』（プロローグ）は、日本のシンガーソングライター・MONONOKEが2022年11月16日に自主制作で発売したミニアルバム。

## 内容
自身初のミニアルバム。タワーレコード数店舗限定で発売された。現在は廃盤となっており、全収録曲が後にリリースされる全国流通盤『Supply/Demand』にも収録されている。

## 収録曲
全作詞・作曲・編曲：MONONOKE
1. 春を駆け抜けて [3:58]
2. room [3:49]
  - 「SNSでの様々な意見や口論を部屋で見ている自分」をモチーフに制作された楽曲[3]。
3. テイク・ミー [5:08]
4. 眩い [3:30]
5. 雑踏とシックスセンス [3:18]
  - 自身が16歳の時に制作した楽曲で、最初期の楽曲。
6. 17才 [4:54]
  - 自身が17歳の誕生日を迎えた翌日に制作した。
7. ティーネイジ・スクリーム [4:03]